# Mercedes-Benz OF
La serie de plataformas carrozables Mercedes-Benz OF son chasis de ómnibus con motor delantero, frenos de tambor, suspensión de ballestas, producidas por Mercedes-Benz en Argentina y Brasil para el mercado sudamericano. Dependiendo del modelo, pueden ser para uso urbano o interurbano de corta o media distancia ya que son plataformas básicas de piso alto. Las siglas OF significan omnibus front-mounted engine «ómnibus motor delantero».

## Historia
Los chasis Mercedes-Benz OF representaron la continuidad de los buses de motor delantero LO 1114 y OC 1214, compartiendo este último la característica de ser frontal y no semifrontal como los primeros.
En la ciudad de Buenos Aires fueron ampliamente usado durante gran parte de la década del 1980 y algunos años de la de 1990, se discontinuo su uso en 1993 tras las nuevas reglamentaciones en Buenos Aires, que prohibían el uso de motor delantero en buses urbanos, no obstante, siguen extensamente usados en otros mercados argentinos.

## Chasis Mercedes-Benz OF (1982 - presente)
A continuación se detallan algunos modelos de esta serie de chasis Mercedes-Benz para carrocería de ómnibus:
Fuentes:
| Serie:          | Procedencia:     | Años:                                                     | Distancia entre ejes: | Motor:                                                 | Potencia: |
| --------------- | ---------------- | --------------------------------------------------------- | --------------------- | ------------------------------------------------------ | --------- |
| OF 1114         | Argentina        | 1982-1982                                                 | 4570 mm               | OM 352                                                 | 140 hp    |
| OF 1214         | Argentina        | 1982-1993                                                 | 4570 mm               | OM 352                                                 | 140 hp    |
| OF 1215         | Argentina        | 1991-1992                                                 | 4570 mm               | OM 352                                                 | 150 hp    |
| OF 1320         | Argentina        | 1990-1993                                                 | 4570 mm               | OM 366 LA                                              | 200 hp    |
| OF 1115 (O 366) | Brasil           | 1984-1998                                                 | 4570 mm               | OM 366                                                 | 150 hp    |
| OF 1318         | Brasil/Argentina | 1984-1998                                                 | 5170 mm               | OM 366 A                                               | 180 hp    |
| OF 1620         | Brasil/Argentina | 1994-2000                                                 | 6050 mm               | OM 366 LA                                              | 200 hp    |
| OF 1418         | Brasil/Argentina | 1999 - 2015                                               | 5250 mm               | OM 366 A / OM 904                                      | 180 hp    |
| OF 1519         | Brasil/Argentina | 2007 - presente (solo en Brasil)(2014-2016 en Argentina)  | 5250 mm               | OM 924 Euro V (Desde 2016)/OM 904 Euro III (2007-2016) | 190 hp    |
| OF 1521         | Argentina        | 2017 - 2018                                               | 5250 mm               | OM 924 Euro V                                          | 210 hp    |
| OF 1621         | Argentina        | 2017 - presente                                           | 5250 mm               | OM 924 Euro V                                          | 210 hp    |
| OF 1721         | Brasil/Argentina | 1998 (Hasta el 2001 y desde 2017 en Argentina) - presente | 5950 mm               | OM 924 / OM 366 LA Euro V                              | 208 hp    |
| OF 1722         | Brasil/Argentina | 2006 (2013 en Argentina) - 2015                           | 5950 mm               | OM 924 LA Euro III                                     | 220 hp    |
| OF 1724         | Brasil/Argentina | 2007 (2015-2017 en Argentina) - presente (en Brasil)      | 5950 mm               | OM 926 LA Euro V                                       | 235 hp    |
| OF 1218         | Brasil           | 2011 - presente                                           | 4400 mm               | OM 904 LA Euro III                                     | 180 hp    |

∗Data no disponible.